# Lorraine Ellison
Lorraine Ellison, eigentlich Marybelle Luraine Ellison (* 17. März 1931 in Philadelphia, Pennsylvania; † 31. Januar 1983 ebenda) war eine US-amerikanische Soul-Sängerin, die vor allem durch ihre Interpretation des Liedes Stay With Me (#64 US Billboard Hot 100, 1966) von Jerry Ragovoy bekannt wurde.

## Biografie
Lorraine Ellison begann ihre Gesangskarriere mit Gospelmusik. Zu Beginn der 1960er Jahre war sie Mitglied in den Gospelgruppen The Sylvania Singers, The Ellison Singers und The Golden Chords, bevor sie 1964 eine Solokarriere im Bereich Rhythm and Blues begann. Ihre erste Single war im August 1965 I Dig You Baby für Mercury Records, womit sie im Oktober 1965 Platz 22 der US-R&B-Charts sowie Platz 103 der Billboard-Charts erreichte.
Im Juli 1966 nahm Ellison, die inzwischen bei Warner Bros. Records unter Vertrag war, die von Jerry Ragovoy und George David Weiss geschriebene und ursprünglich für Frank Sinatra gedachte Soulnummer Stay With Me auf. Der Toningenieur der Aufnahme war Phil Ramone; das Arrangement hatte Ragovoy zusammen mit Garry Sherman geschrieben. Sinatra sagte seine Aufnahmesession in letzter Minute ab und Warner beauftragte Ragovoy, einen geeigneten neuen Interpreten zu finden. Stay With Me wurde im Oktober 1966 mit der Katalognummer 5850 veröffentlicht und stieg bis auf Platz 11 der US-R&B-Charts sowie Platz 64 der Billboard Hot 100. Es wurde die erfolgreichste Single von Ellisons Karriere und ist bis heute ihr bekanntestes Lied. Es wurde später zahlreich gecovert, unter anderem von den Walker Brothers (1967), Sharon Tandy (1967), Long John Baldry (1968) und David Essex (1978).
Im September 1967 folgte die von Ragovoy zusammen mit Bert Berns geschriebene Single Heart Be Still (Platz 43 R&B, Platz 89 Billboard Hot 100), die 1971 von der Gruppe Labelle für deren Debütalbum gecovert wurde. Im März 1968 nahm Ellison die Originalversion von Try (Just a Little Bit Harder) auf, die Ragovoy zusammen mit Chip Taylor komponiert hatte. Der Song wurde 1969 von Janis Joplin für ihr Album I Got Dem Ol' Kozmic Blues Again Mama! aufgenommen.
Lorraine Ellison schrieb auch eigenes Material, manches solo, manches zusammen mit ihrem Manager (und später Ehemann) Samuel D. Bell, Mitglied bei Garnet Mimms & the Enchanters. Zu den Künstlern, die diese Songs aufnahmen, gehörten unter anderem Jerry Butler (I Dig You Baby), Garnet Mimms (I Can Hear My Baby Crying), Howard Tate (Ain't Nobody Home) und Dee Dee Warwick (Lover's Chant).
Während ihrer Zeit bei Warner Bros. Records veröffentlichte Ellison drei Studioalben und eine Greatest-Hits-Compilation, The Best of Lorraine Ellison – Philadelphia's Queen of Soul (1976).
Nach ihrer Zeit bei Warner nahm Ellison einige Songs für Philadelphia International Records auf, welche unveröffentlicht blieben. Danach kehrte sie der Musikindustrie den Rücken, um sich um ihre kranke Mutter zu kümmern. Lorraine Ellison starb 1983 im Alter von 51 Jahren an den Folgen von Eierstockkrebs. Sie hinterließ eine Tochter, Tonya Ellison Veal.
2010 war ihre Version von Stay With Me in Jon Brewers Dokumentarfilm Jimi Hendrix: The Guitar Hero zu hören. In der am 8. Juni 2021 in den USA ausgestrahlten Folge Cut the Crap Princess der US-Krimiserie Mr Inbetween wurde der Song ebenfalls gespielt.
2020 war der von Lorraine Ellison und Samuel Bell geschriebene Song It's the Loving Season in der Version der Gruppe The Vareeations auf dem Soundtrack des Films Cut Throat City – Stadt ohne Gesetz enthalten.

## Diskografie

### Studioalben
- 1962: He's Holding Me (Sharp Record Co. MG-2014) – mit The Ellison Singers
- 1966: Heart & Soul (Warner Bros. Records W 1674)
- 1969: Stay With Me (Warner Bros. WS 1821)
- 1974: Lorraine Ellison (Warner Bros. BS 2780)

### Singles
- 1962: "He's Holding Me" / "In My Upper Room" (Sharp Record Co. 45-627) – mit The Ellison Singers
- 1962: "Open Up Your Heart" / "This Is the Day" (Sharp Record Co. 635) – mit The Ellison Singers
- 1965: "I Dig You Baby" / "Don't Let It Go to Your Head" (Mercury 72472)
- 1966: "Call Me Anytime You Need Some Lovin'" / "Please Don't Teach Me to Love You" (Mercury 72534)
- 1966: "Stay With Me" / "I Got My Baby Back" (Warner Bros. 5850)
- 1966: "A Good Love" / "I'm Over You" (Warner Bros. 5879)
- 1967: "I Want to Be Loved" / "When Love Flies Away" (Loma 2083)
- 1967: "No Matter How It All Turns Out" / "He's My Guy" (Warner Bros. 7042)
- 1967: "If I Had a Hammer" / "Heart and Soul" (Warner Bros. 5895)
- 1967: "Heart Be Still" / "Cry Me a River" (Loma 2074)
- 1968: "Try (Just a Little Bit Harder)" / "In My Tomorrow" (Loma 2094)
- 1969: "Only Your Love" / "What Is a Woman" (Warner Bros. 7302)
- 1970: "You've Really Got a Hold on Me" / "You Don't Know Nothing About Love" (Warner Bros. 7394)
- 1972: "Stay With Me" / "Heart Be Still" (Warner Bros. WB 6160)
- 1973: "Many Rivers to Cross" / "Stormy Weather" (Warner Bros. WB 7700)
- 1974: "Stay With Me" / "Many Rivers to Cross" (Warner Bros. 16768)
- 1995: "Stay With Me" / "Heart Be Still" (Warner Bros. WO286)

### Compilations
- 1976: The Best of Lorraine Ellison – Philadelphia's Queen of Soul (Warner K 56230)
- 1995: Stay With Me: The Best of Lorraine Ellison (Ichiban Records SCL 2106)
- 2006: Sister Love: The Warner Bros. Recordings (Rhino Handmade RHM2 7717)